# Mareanivka (Vîzîrka), Odesa
Mareanivka (în ucraineană Мар'янівка) este un sat în comuna Vîzîrka din raionul Odesa, regiunea Odesa, Ucraina.

## Demografie
Componența lingvistică a localității Mareanivka
     Ucraineană (92,24%)
     Rusă (6,03%)
     Română (1,72%)
Conform recensământului din 2001, majoritatea populației localității Mareanivka era vorbitoare de ucraineană (92,24%), existând în minoritate și vorbitori de rusă (6,03%) și română (1,72%).